# Vojilovo
Vojilovo (en serbe cyrillique : Војилово) est un village de Serbie situé dans la municipalité de Golubac, district de Braničevo. Au recensement de 2011, il comptait 247 habitants.

## Démographie

### Évolution historique de la population
| 1948 | 1953 | 1961 | 1971 | 1981 | 1991 | 2002 | 2011 |
| ---- | ---- | ---- | ---- | ---- | ---- | ---- | ---- |
| 556  | 560  | 537  | 513  | 454  | 373  | 290  | 247  |

|  |